# Semjon Fjodorowitsch Schtschedrin

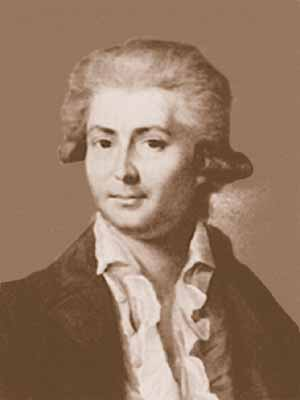
Semjon Fjodorowitsch Schtschedrin

Semjon Fjodorowitsch Schtschedrin (russisch Семён Фёдорович Щедрин, wissenschaftliche Transliteration Semen Federovič Ščedrin; * 6. Apriljul. / 17. April 1745greg. in Sankt Petersburg, Russisches Kaiserreich; † 1. Septemberjul. / 13. September 1804greg. ebenda) war ein russischer Landschaftsmaler.

## Leben
Semjon Fjodorowitsch Schtschedrin, Sohn eines Soldaten des Preobraschenski Leib-Garderegiments, war der ältere Bruder des Bildhauers Feodossi Fjodorowitsch Schtschedrin und Onkel von dessen Sohn Sylvester Feodossijewitsch Schtschedrin, der ebenfalls Landschaftsmaler war. Er selbst absolvierte zwischen 1759 und 1767 zunächst ein Studium an der Sankt Petersburger Kunstakademie. Im Anschluss studierte er noch von 1767 bis 1769 in Paris bei Francesco Casanova sowie zwischen 1769 und 1772 in Italien, wo er noch bis 1776 blieb. Nach seiner Rückkehr wurde er 1776 zunächst Dozent sowie 1779 Mitglied der Sankt Petersburger Kunstakademie. 1798 wurde er stellvertretender Rektor der Sankt Petersburger Kunstakademie, an der er von 1799 bis zu seinem Tode 1804 auch eine Klasse für Landschaftsmalerei leitete und in der Fjodor Michailowitsch Matwejew zu seinen Schülern gehörte.
Schtschedrins Kreativität war mit den Ideen der Sentimentalität verbunden. Seine großformatigen Ansichten von Parklandschaften, die dekorative und visuelle Prinzipien wie hauptsächlich bei den Motiven von Schloss Peterhof, Gattschina, Pawlowsk kombinieren, aber auch die von ihm geschaffenen Wandgemälde, sind trotz aller Konventionen von Kompositionstechniken und Farblösungen von einem subtilen Sinn für die Schönheit der Natur durchdrungen, von dem Interesse, einen bestimmten Bereich zu vermitteln. Er gehörte zu den Malern, die die Landschaft als eigenständiges Genre in der russischen Malerei etablierten und ihr einen nationalen Charakter verliehen. Seine Werke sind unter anderem in der Tretjakow-Galerie in Moskau ausgestellt.

Werkauswahl
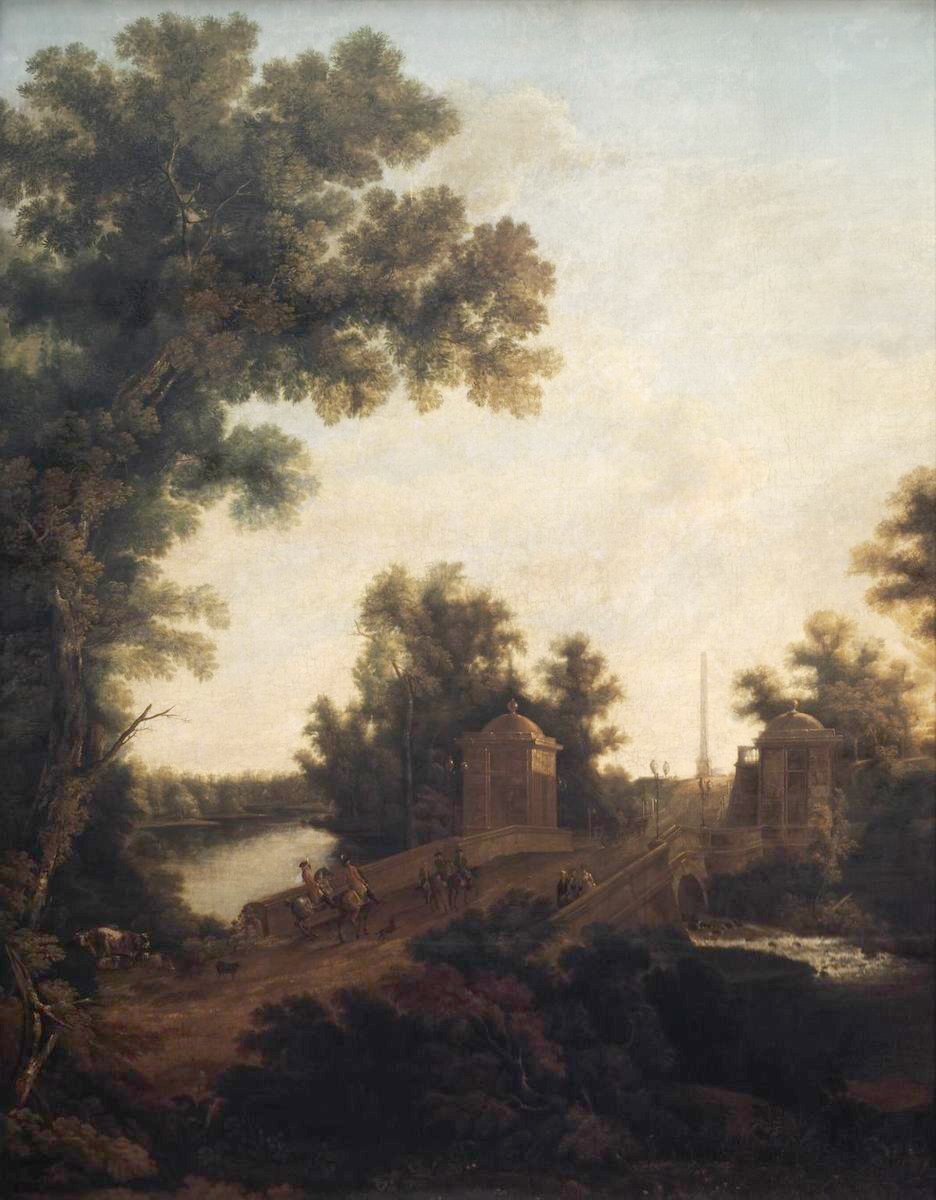
Die Steinbrücke bei Gattschina
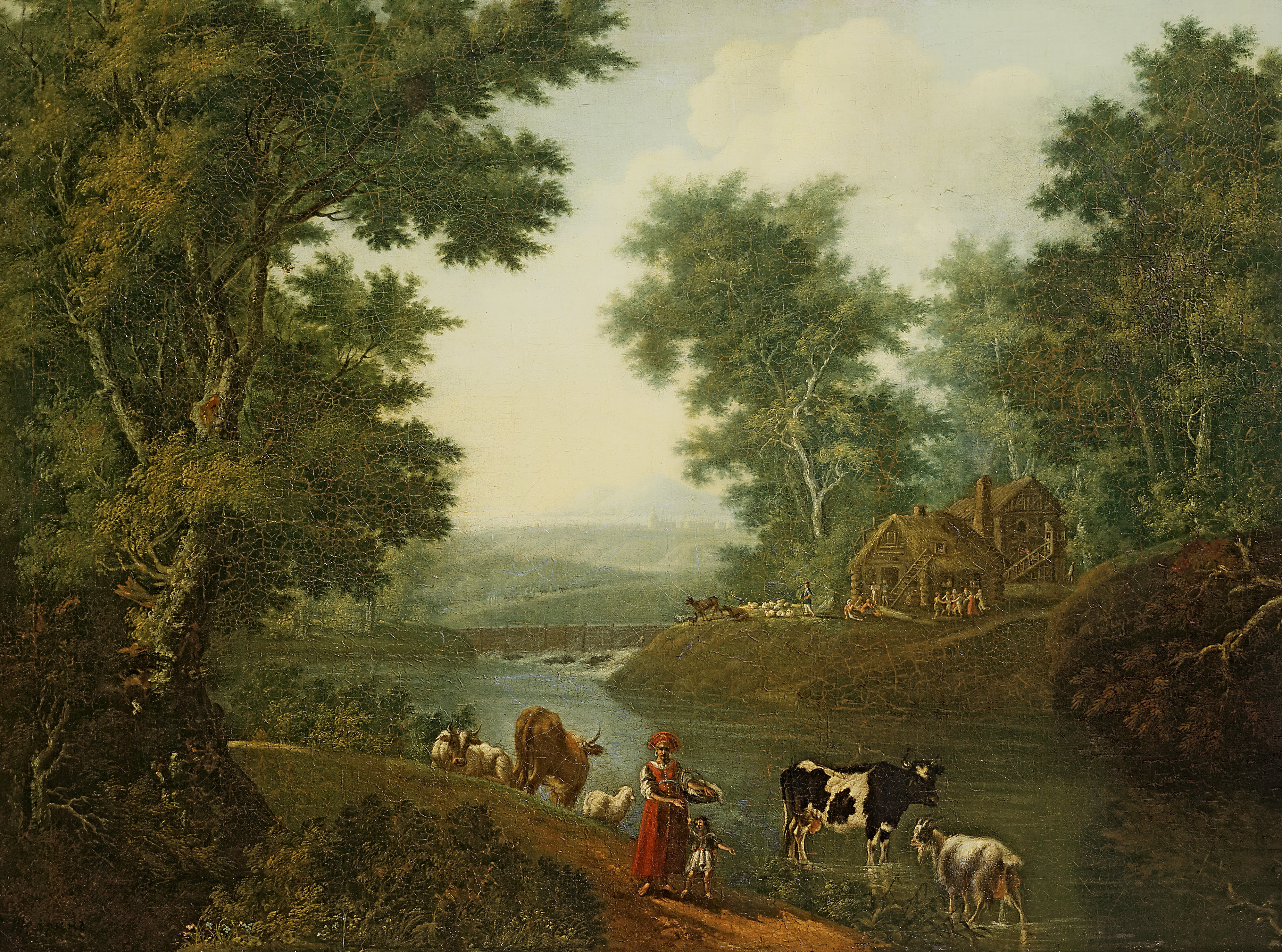
Blick auf die Umgebung von Sankt Peterburg
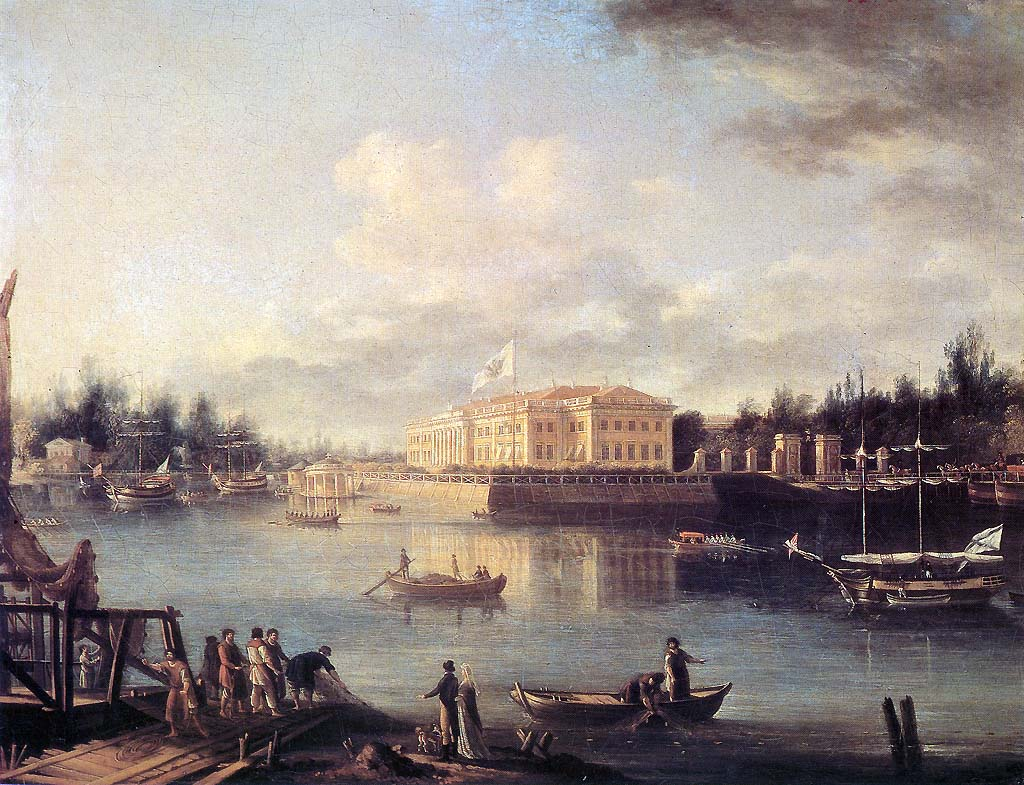
Ansicht von der Kamennyinsel und dem Palast in St. Petersburg
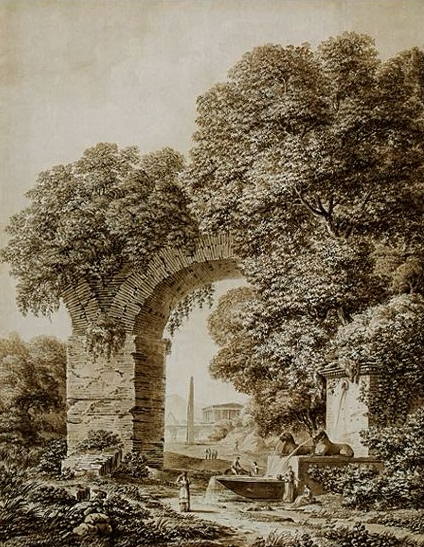
Landschaft mit Ruinen

## Hintergrundliteratur
- A. A. Fedorov-Dawidow: Semjon Fjodorowitsch Schtschedrin, in: Russische Kunst. Essays zu Leben und Werk von Künstlern. Achtzehntes Jahrhundert, 1952
- Meyers Großes Personenlexikon, S. 1192, Mannheim 1968